# Gastromyzon bario
Gastromyzon bario és una espècie de peix de la família dels balitòrids i de l'ordre dels cipriniformes.

## Morfologia
Els mascles poden assolir els 9,1 cm de longitud total.

## Distribució geogràfica
Es troba al nord de Sarawak (Malàisia).